# Mulberry Street (Manhattan)
Mulberry Street é a via principal de Lower Manhattan, na cidade de Nova York. É historicamente associada à cultura e à história ítalo-americana, e no fim do século XIX e no começo do século XX era o coração da Pequena Itália de Manhattan.
A rua foi listada em mapas da região desde pelo menos 1755. A "Curva" em Mulberry, onde a rua muda de direção de sudeste para noroeste para norte, foi feita para evitar os pântanos em volta da lagoa Collect. Durante o período da Revolução Americana, a rua Mulberry era geralmente chamada de "rua do matadouro", em homenagem ao matadouro de Nicholas Bayard onde hoje é a esquina sudoeste das ruas Mulberry e Bayard, que ficava lá até o verão de 1784, quando foi ordenado que fosse removido para Gancho de Corlaer.